# Daun ubi tumbuk

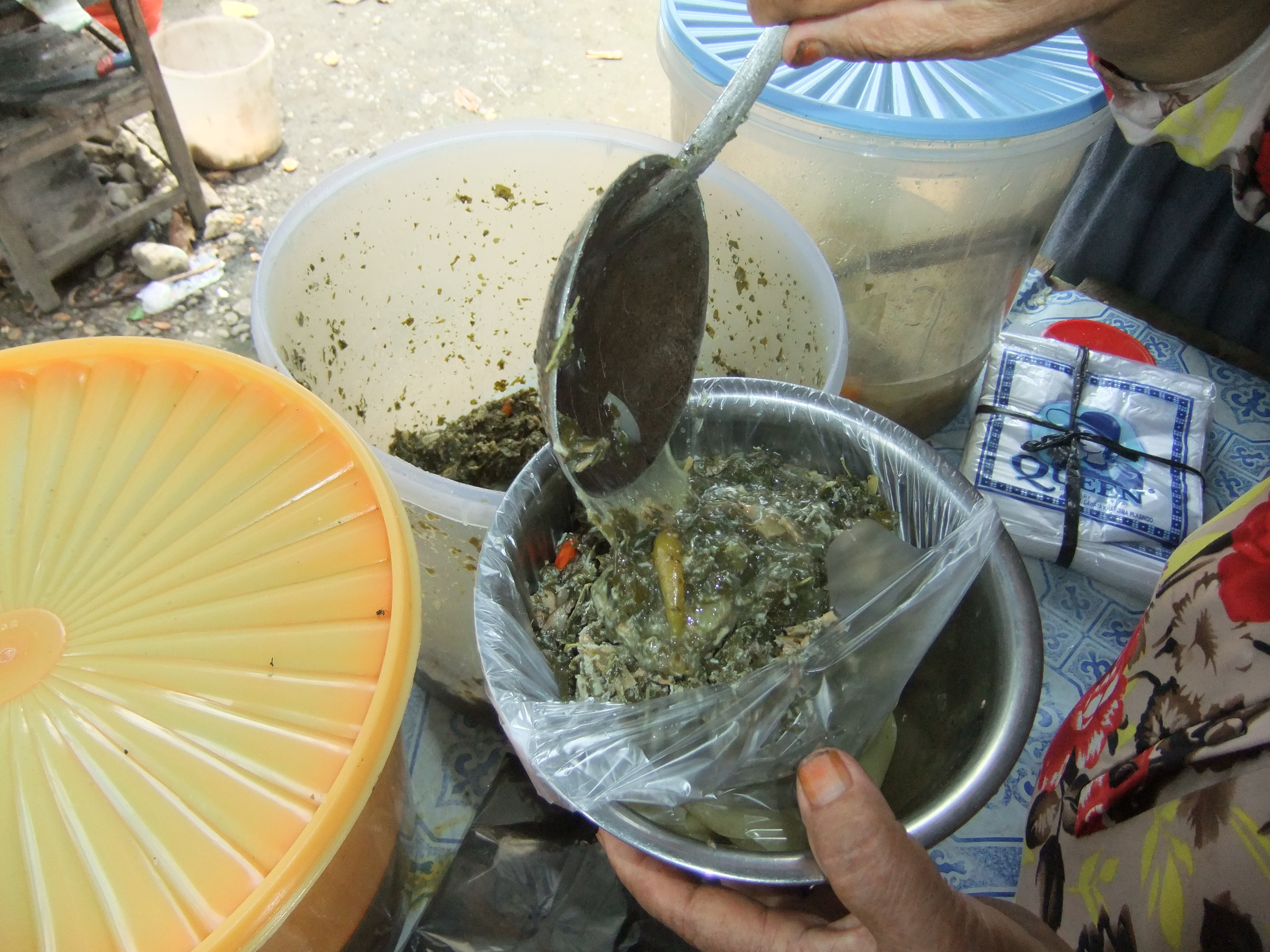
Daun ubi tumbuk im Straßenverkauf

Sayur daun ubi tumbuk (indonesisch: sayur „Gemüse“, daun „Blatt“, ubi allgemein „Knollenfrucht“, hier gemeint ubi kayu oder singkong „Maniok“, tumbuk „zerstoßen“, „zerstampft“) ist ein in der indonesischen Provinz Westsumatra verbreitetes Gemüsegericht, das zur Regionalküche makanan padang der Minangkabau gehört.
Bei diesem Essen werden Maniok-Blätter traditionell mit einer Mörserkeule zerstoßen, klein gehackt oder püriert und einer Gewürzpaste beigegeben, die regelmäßig aus Chilischoten, Knoblauch und Schalotten besteht. In Varianten finden auch Zitronengras, Ingwer, Galgant und die Kemirinuss Einzug in die Rezeptur. Aufgekocht wird die Paste mit Kokosmilch. Weitere Zutaten sind Anchovis (ikan teri) sowie die Beeren des Pokastrauchs, die einer kleinen bitteren Aubergine ähneln.
In der westlichen Küche ersetzt häufig Grünkohl die Maniok-Blätter. Einfache daun ubi tumbuk-Rezepte (laya) kennen auch die Dayak auf der Insel Borneo (Kalimantan).